# Notação Stokoe
Notação Stokoe /ˈstoʊkiː/ é o primeiro sistema de escrita fonêmica (visêmica) para a língua de sinais americana (ASL). Foi criado pelo linguista William Stokoe em 1960 com letras e números latinos que transcrevem, em correspondência, a posição, o movimento e a orientação das mãos. Teve sua primeira aparição na obra Sign Language Structure: An Outline of the Visual Communication Systems of the American Deaf (1960) e, em seguida, em A Dictionary of American Sign Language on Linguistic Principles (1965).
No dicionário de 1965, os sinais são organizados alfabeticamente, de acordo com a transcrição de Stokoe, como em outros dicionários de línguas gestuais, independente de sua tradução em língua inglesa. Foi adaptada, mais tarde, para a língua de sinais britânica por Kyle (1985) e para as línguas de sinais de aborígenes australianos por Kendon (1988).
Principalmente restrita a linguistas e acadêmicos, apresenta base linear fundamentada no alfabeto latino e fonético, ao contrário do SignWriting, da dançarina Valerie Sutton, e do Sistema de Notação de Hamburgo, desenvolvido por estudantes da Universidade de Hamburgo.